# 松崎悠希
松崎 悠希（まつざき ゆうき、Yuki Matsuzaki、1981年9月24日 - ）は、主にアメリカ合衆国・ロサンゼルスと日本で活動する俳優、声優、コメディアン、宮崎県出身。身長183cm。

## 略歴
7歳からラボ・パーティに参加し、英語と日本語での演技を始める。宮崎県立宮崎大宮高等学校を卒業し日本映画学校入学後、講師の助言に従い国際的な俳優を目指しニューヨークに渡る。直後に全所持金の盗難に遭いホームレスになるが、９か月間タイムズ・スクエアを中心にストリート・パフォーマンスを行い生き延びる。B級アクション映画にキャストされたのをきっかけにロサンゼルスに移り住み、オーディションを受けながら俳優として活動を始める。日本人俳優にとっての弱点である英語の発音を、英英辞書の発音記号をAからZまで暗記する事で克服。長年米国を中心に映画やテレビドラマなどに出演していたが、近年は日本国内の作品にも出演している。
2022年3月 Twitter に投稿した（現X）に投稿した、「俺の知り合いは園子音（注：原文ママ）とその取り巻きの『ワークショップ』に通い始めて『事務所（マネージャー）』を信用するなと教えられ、そして『一人』になったところで身体を要求された。これを読んで『まさに自分の事だ』と思った？それくらいこれがコイツの『常套手段』だったわけだ。被害者は何十人もいる」という書き込みに、園氏は1,000万円の損害賠償、投稿の削除、謝罪文を要求。判決は、一部名誉毀損を認め、松崎氏に22万円の支払いと投稿の削除を命じたが、
判決は、園氏から性被害を受けたと訴えていた故・千葉美裸氏の証言について「原告が飲み会を通じて知り合った千葉氏に性的に迫ったこと」や、「原告が自身と性的な接触をした人物を自身が監督を務める映画に出演させたこと」、「少なくとも原告は、映画監督と新人女優という立場が明らかになっている状態で、飲み会や共通の知人を通じて知り合った女性複数人に対し、性的な行為を要求する文面のメッセージを送ったこと」は、「真実であると認められる」とも述べられ、この投稿自体についても、「私人である私生活上の行状に止まるものではなく、国民生活の正当な関心の対象であるといえ、公共の利害に関する事実に係るものと認められる」と言及された。
また同記事内で日本の芸能界で使って貰ったプロデューサーや監督、事務所などへの『恩』が通貨の代わりにもなり、そのピラミッドの最下層にいる俳優が不利な立場になり、恩を売る側の権力にも利用されている指摘。
それにより問題があっても声をあげられないこと、監督のワークショップという名のお金を払ったもの、飲み会に行ったものがキャスティングされるという傾向が、性的なものも含めた搾取にもつながっていると話している。
日本に帰ってきた理由の一つに、「俳優の労働環境にしろ、制作の環境にしろ、脚本の書き方にしろ、日本の業界を良くすること」とも語っている。

## 交友関係・その他
- 従兄弟に将棋棋士の都成竜馬がいる[10]。
- 高校の同級生に山田キヌヲがいる。
- テキストサイト『侍魂』で公開された先行者のGIFアニメの作者であると主張している[11]。当時のハンドルネームは「悠」。

## 出演

### 受賞歴
- Asians On Film Festival（2015年） - 『LOCKSMITHS』 主演男優賞[12]
- Action on Film International Film Festival（2018年） - 『オセロさん』 主演男優賞[13]
- Northern Virginia International Film and Music Festival（2018年） - 『オセロさん』 主演男優賞[14]

### 映画
- Red Herring（2002年、米映画） - Hiroshi 役
- The Black Ninja（2003年、米映画） - Hagiwara 役
- Radio Silence（2003年、米映画） - Shuji Tsukamoto 役
- ラスト サムライ（2003年、米映画） - 兵卒 役
- The New Adventure of Blond Man:Rat Attack（2004年、米映画） - The Rat 役
- The Drunken Sword（2005年、米映画） - Bandit 役
- The New Adventures of Blonde Man: The Fashion Menace（2005年、米映画） - The Rat 役
- Roku（2005年、米映画） - Saizo 役
- Only the Brave（2006年、米映画） - 442 2nd Squad 役
- The New Adventures of Blonde Man: The Main Event（2006年、米映画） - The Rat 役
- 硫黄島からの手紙（2006年、米映画） - 野崎陸軍一等兵 役
- French Bomber Ditective（2006年、米映画） - Ex Bum 役, プロデューサー、編集、VFX制作[15]
- The 8th Samurai（2009年、米映画） - Yama-san 役
- ピンクパンサー2（2009年、米映画） - ケンジ・マツド 役
- 幸せの始まりは（2010年、米映画） - トリ 役
- パイレーツ・オブ・カリビアン/生命の泉（2011年、米映画） - ガーヘン 役
- インスタント・マミー（2013年、フィリピン映画） - カオル 役
- USAGI-SAN（2013年、米映画） - ケンイチ 役
- MAN FROM RENO（2014年、米映画） - ツバサ 役
- LOCKSMITHS（2015年、米映画） - タダシ 役
- BRAVE STORM ブレイブストーム（2017年、邦画） - ボーグ 役
- KIMCHI（2018年、米映画） - ケン 役、 日本語翻訳
- オセロさん（2018年、米映画） - ヤマダ 役、 プロデューサー、 日本語翻訳[7]

### テレビドラマ
- iCarly（2006年、米テレビドラマ） - タクシーの運転手 役
- HEROES/ヒーローズ（2006年、米テレビドラマ） - 同僚 役
- Better Off Ted（2009年、米テレビドラマ） - 研究者 役
- Memphis Beat（2010年、米テレビドラマ） - ヨシ・タカムラ 役
- メル&ジョー 好きなのはあなたでしょ?（2011年、米テレビドラマ） - トシ・キムラ 役
- ニュースルーム（2012年、米テレビドラマ） - タナカ・ダイスケ 役
- 大岡越前2（2014年、日テレビドラマ） - 留吉 役
- 高い城の男（2015年、米テレビドラマ） - ナカムラ 役
- Fameless（2016年、米テレビドラマ） - ケンジ 役

### 声優
- LET IT DIE（2016年、日テレビゲーム） - 軍艦山太郎 役（英語版）
- ティーンエイジ・ミュータント・ニンジャ・タートルズ（2017年、米テレビアニメ） - 宮本兎 役（英語版）
- ぼくらベアベアーズ（2019年、米テレビアニメ） - ワタナベ・ケイジ 役（英語版）
- ライオン・ガード（2019年、米テレビアニメ） - Tenuk 役（英語版）

### CM
- Visaカード

『Life Takes Visa篇』（2006年）
『Life Takes Visa Determination篇』（2006年）